# Saghmosavan
Saghmosavan (en arménien Սաղմոսավան) est une communauté rurale du marz d'Aragatsotn, en Arménie. Elle compte 205 habitants en 2009.
Le monastère de Saghmosavank est situé sur son territoire.